# Хорремабад (Альборз)
Хорремабад (перс. خرمآباد‎) — село на севере Ирана, в остане Альборз. Входит в состав шахрестана Назарабад. Является частью дехестана (сельского округа) Неджмабад бахша Меркези.

## География
Село находится в юго-западной части Альборза, к югу от гор Эльбурс, на расстоянии приблизительно 34 километров к западу-северо-западу (WNW) от Кереджа, административного центра провинции. Абсолютная высота — 1276 метров над уровнем моря.

## Население
По данным переписи 2006 года население села составляло 259 человек (135 мужчин и 124 женщины). В Хорремабаде насчитывалось 61 домохозяйство. Уровень грамотности населения составлял 61 %. Уровень грамотности среди мужчин составлял 68,15 %, среди женщин — 53,23 %.